# Osredak (miasto Zenica)
Osredak – wieś w Bośni i Hercegowinie, w Federacji Bośni i Hercegowiny, w kantonie zenicko-dobojskim, w mieście Zenica. W 2013 roku liczyła 130 mieszkańców, z czego większość stanowili Boszniacy.